# Mangué Cissé
Pour les articles homonymes, voir Cissé.
Mangué Cissé Djibrila, né le 17 novembre 1945 et mort le 30 septembre 2009, est un footballeur international ivoirien.
Il est le père des footballeurs Aboubacar et Djibril Cissé.

## Biographie
Né à Abidjan de parents guinéens, il est une ancienne gloire du football ivoirien des années 1960-1970, il a joué à l’ASEC Abidjan, à Martigues et à Arles (France). International ivoirien, il a porté à plusieurs reprises les couleurs des Éléphants de Côte d'Ivoire. Il est notamment demi-finaliste de la CAN en 1970.
Mangué Cissé meurt le 30 septembre 2009 à Abidjan à l'âge de 63 ans des suites d'une longue maladie. Il est enterré au cimetière de Williams-ville d'Abidjan.